# ISO 3166-2:RU
ISO 3166-2:RU ISO 3166-2: RU là mục nhập cho Nga trong ISO 3166-2, một phần của tiêu chuẩn ISO 3166 tiêu chuẩn được công bố bởi Tổ chức tiêu chuẩn hóa quốc tế (ISO), trong đó xác định mã số cho một số trong những cái tên của hiệu trưởng phân (ví dụ, các tỉnh hoặc tiểu bang) của tất cả các quốc gia được mã hóa theo ISO 3166-1. ISO 3166-2: RU không chứa mã cho Cộng hòa Krym và Thành phố Sevastopol do Nga quản lý, được quốc tế công nhận là một phần của Ukraina và có mã trongMục nhập của Ukraina trong ISO 3166-2.
Hiện tại đối với Nga, mã ISO 3166-2 được xác định cho các đối tượng liên bang sau:
- 21 nước cộng hòa
- 9 lãnh thổ hành chính
- 46 khu hành chính
- 2 thành phố tự trị
- 1 khu tự trị
- 4 quận tự trị

Mỗi mã bao gồm hai phần, cách nhau bởi dấu gạch nối. Phần đầu tiên là RU, mã ISO 3166-1 alpha-2 của Nga. Phần thứ hai là một trong những điều sau đây:
- hai chữ cái: cộng hòa
- ba chữ cái: tất cả các phân ngành khác

## Mã hiện tại
Tên phân khu được liệt kê như trong tiêu chuẩn ISO 3166-2 do Cơ quan bảo trì ISO 3166 (ISO 3166/MA) công bố.
Nhấp vào nút trong tiêu đề để sắp xếp từng cột.
| Mã     | Tên phân khu (ru)                                                                                 | Tên phân khu (ru)                                                                               | Phân khu            |
| Mã     | (BGN/PCGN 1947)                                                                                   | (GOST 1983 = UN V/18 1987)                                                                      | Phân khu            |
| ------ | ------------------------------------------------------------------------------------------------- | ----------------------------------------------------------------------------------------------- | ------------------- |
| RU-AD  | Adygeya, Respublika                                                                               | Adygeja, Respublika                                                                             | công hòa            |
| RU-AL  | Altay, Respublika                                                                                 | Altaj, Respublika                                                                               | công hòa            |
| RU-BA  | Bashkortostan, Respublika                                                                         | Baškortostan, Respublika                                                                        | công hòa            |
| RU-BU  | Buryatiya, Respublika                                                                             | Burjatija, Respublika                                                                           | công hòa            |
| RU-CE  | Chechenskaya Respublika                                                                           | Čečenskaja Respublika                                                                           | công hòa            |
| RU-CU  | Chuvashskaya Respublika                                                                           | Čuvašskaja Respublika                                                                           | công hòa            |
| RU-DA  | Dagestan, Respublika                                                                              | Dagestan, Respublika                                                                            | công hòa            |
| RU-IN  | Ingushetiya, Respublika                                                                           | Ingušetija, Respublika                                                                          | công hòa            |
| RU-KB  | Kabardino-Balkarskaya Respublika                                                                  | Kabardino-Balkarskaja Respublika                                                                | công hòa            |
| RU-KL  | Kalmykiya, Respublika                                                                             | Kalmykija, Respublika                                                                           | công hòa            |
| RU-KC  | Karachayevo-Cherkesskaya Respublika                                                               | Karačaevo-Čerkesskaja Respublika                                                                | công hòa            |
| RU-KR  | Kareliya, Respublika                                                                              | Karelija, Respublika                                                                            | công hòa            |
| RU-KK  | Khakasiya, Respublika                                                                             | Hakasija, Respublika                                                                            | công hòa            |
| RU-KO  | Komi, Respublika                                                                                  | Komi, Respublika                                                                                | công hòa            |
| RU-ME  | Mariy El, Respublika                                                                              | Marij Èl, Respublika                                                                            | công hòa            |
| RU-MO  | Mordoviya, Respublika                                                                             | Mordovija, Respublika                                                                           | công hòa            |
| RU-SA  | Saha, Respublika · (local variant is Jakutija)                                                    | Sakha, Respublika (local variant is Yakutiya)                                                   | công hòa            |
| RU-SE  | Severnaya Osetiya, Respublika · (local variant is Alaniya [Respublika Severnaya Osetiya Alaniya]) | Severnaja Osetija, Respublika (local variant is Alanija [Respublika Severnaja Osetija-Alanija]) | công hòa            |
| RU-TA  | Tatarstan, Respublika                                                                             | Tatarstan, Respublika                                                                           | công hòa            |
| RU-TY  | Tyva, Respublika · (local variant is Tuva)                                                        | Tyva, Respublika (local variant is Tuva)                                                        | công hòa            |
| RU-UD  | Udmurtskaya Respublika                                                                            | Udmurtskaja Respublika                                                                          | công hòa            |
| RU-ALT | Altayskiy kray                                                                                    | Altajskij kraj                                                                                  | lãnh thổ hành chính |
| RU-KAM | Kamchatskiy kray                                                                                  | Kamčatskij kraj                                                                                 | lãnh thổ hành chính |
| RU-KHA | Khabarovskiy kray                                                                                 | Habarovskij kraj                                                                                | lãnh thổ hành chính |
| RU-KDA | Krasnodarskiy kray                                                                                | Krasnodarskij kraj                                                                              | lãnh thổ hành chính |
| RU-KYA | Krasnoyarskiy kray                                                                                | Krasnojarskij kraj                                                                              | lãnh thổ hành chính |
| RU-PER | Permskiy kray                                                                                     | Permskij kraj                                                                                   | lãnh thổ hành chính |
| RU-PRI | Primorskiy kray                                                                                   | Primorskij kraj                                                                                 | lãnh thổ hành chính |
| RU-STA | Stavropol'skiy kray                                                                               | Stavropol'skij kraj                                                                             | lãnh thổ hành chính |
| RU-ZAB | Zabaykal'skiy kray                                                                                | Zabajkal'skij kraj                                                                              | lãnh thổ hành chính |
| RU-AMU | Bản mẫu:Country data Amurskaya oblast'                                                            | Amurskaja oblast'                                                                               | khu vực hành chính  |
| RU-ARK | Bản mẫu:Country data Arkhangel'skaya oblast'                                                      | Arhangel'skaja oblast'                                                                          | khu vực hành chính  |
| RU-AST | Bản mẫu:Country data Astrakhanskaya oblast'                                                       | Astrahanskaja oblast'                                                                           | khu vực hành chính  |
| RU-BEL | Bản mẫu:Country data Belgorodskaya oblast'                                                        | Belgorodskaja oblast'                                                                           | khu vực hành chính  |
| RU-BRY | Bản mẫu:Country data Bryanskaya oblast'                                                           | Brjanskaja oblast'                                                                              | khu vực hành chính  |
| RU-CHE | Bản mẫu:Country data Chelyabinskaya oblast'                                                       | Čeljabinskaja oblast'                                                                           | khu vực hành chính  |
| RU-IRK | Bản mẫu:Country data Irkutskaya oblast'                                                           | Irkutskaja oblast'                                                                              | khu vực hành chính  |
| RU-IVA | Bản mẫu:Country data Ivanovskaya oblast'                                                          | Ivanovskaja oblast'                                                                             | khu vực hành chính  |
| RU-KGD | Bản mẫu:Country data Kaliningradskaya oblast'                                                     | Kaliningradskaja oblast'                                                                        | khu vực hành chính  |
| RU-KLU | Bản mẫu:Country data Kaluzhskaya oblast'                                                          | Kalužskaja oblast'                                                                              | khu vực hành chính  |
| RU-KEM | Bản mẫu:Country data Kemerovskaya oblast'                                                         | Kemerovskaja oblast'                                                                            | khu vực hành chính  |
| RU-KIR | Bản mẫu:Country data Kirovskaya oblast'                                                           | Kirovskaja oblast'                                                                              | khu vực hành chính  |
| RU-KOS | Bản mẫu:Country data Kostromskaya oblast'                                                         | Kostromskaja oblast'                                                                            | khu vực hành chính  |
| RU-KGN | Bản mẫu:Country data Kurganskaya oblast'                                                          | Kurganskaja oblast'                                                                             | khu vực hành chính  |
| RU-KRS | Bản mẫu:Country data Kurskaya oblast'                                                             | Kurskaja oblast'                                                                                | khu vực hành chính  |
| RU-LEN | Bản mẫu:Country data Leningradskaya oblast'                                                       | Leningradskaja oblast'                                                                          | khu vực hành chính  |
| RU-LIP | Bản mẫu:Country data Lipetskaya oblast'                                                           | Lipeckaja oblast'                                                                               | khu vực hành chính  |
| RU-MAG | Bản mẫu:Country data Magadanskaya oblast'                                                         | Magadanskaja oblast'                                                                            | khu vực hành chính  |
| RU-MOS | Bản mẫu:Country data Moskovskaya oblast'                                                          | Moskovskaja oblast'                                                                             | khu vực hành chính  |
| RU-MUR | Bản mẫu:Country data Murmanskaya oblast'                                                          | Murmanskaja oblast'                                                                             | khu vực hành chính  |
| RU-NIZ | Bản mẫu:Country data Nizhegorodskaya oblast'                                                      | Nižegorodskaja oblast'                                                                          | khu vực hành chính  |
| RU-NGR | Bản mẫu:Country data Novgorodskaya oblast'                                                        | Novgorodskaja oblast'                                                                           | khu vực hành chính  |
| RU-NVS | Bản mẫu:Country data Novosibirskaya oblast'                                                       | Novosibirskaja oblast'                                                                          | khu vực hành chính  |
| RU-OMS | Bản mẫu:Country data Omskaya oblast'                                                              | Omskaja oblast'                                                                                 | khu vực hành chính  |
| RU-ORE | Bản mẫu:Country data Orenburgskaya oblast'                                                        | Orenburgskaja oblast'                                                                           | khu vực hành chính  |
| RU-ORL | Bản mẫu:Country data Orlovskaya oblast'                                                           | Orlovskaja oblast'                                                                              | khu vực hành chính  |
| RU-PNZ | Bản mẫu:Country data Penzenskaya oblast'                                                          | Penzenskaja oblast'                                                                             | khu vực hành chính  |
| RU-PSK | Bản mẫu:Country data Pskovskaya oblast'                                                           | Pskovskaja oblast'                                                                              | khu vực hành chính  |
| RU-ROS | Bản mẫu:Country data Rostovskaya oblast'                                                          | Rostovskaja oblast'                                                                             | khu vực hành chính  |
| RU-RYA | Bản mẫu:Country data Ryazanskaya oblast'                                                          | Rjazanskaja oblast'                                                                             | khu vực hành chính  |
| RU-SAK | Bản mẫu:Country data Sakhalinskaya oblast'                                                        | Sahalinskaja oblast'                                                                            | khu vực hành chính  |
| RU-SAM | Bản mẫu:Country data Samarskaya oblast'                                                           | Samarskaja oblast'                                                                              | khu vực hành chính  |
| RU-SAR | Bản mẫu:Country data Saratovskaya oblast'                                                         | Saratovskaja oblast'                                                                            | khu vực hành chính  |
| RU-SMO | Bản mẫu:Country data Smolenskaya oblast'                                                          | Smolenskaja oblast'                                                                             | khu vực hành chính  |
| RU-SVE | Bản mẫu:Country data Sverdlovskaya oblast'                                                        | Sverdlovskaja oblast'                                                                           | khu vực hành chính  |
| RU-TAM | Bản mẫu:Country data Tambovskaya oblast'                                                          | Tambovskaja oblast'                                                                             | khu vực hành chính  |
| RU-TOM | Bản mẫu:Country data Tomskaya oblast'                                                             | Tomskaja oblast'                                                                                | khu vực hành chính  |
| RU-TUL | Bản mẫu:Country data Tul'skaya oblast'                                                            | Tul'skaja oblast'                                                                               | khu vực hành chính  |
| RU-TVE | Bản mẫu:Country data Tverskaya oblast'                                                            | Tverskaja oblast'                                                                               | khu vực hành chính  |
| RU-TYU | Bản mẫu:Country data Tyumenskaya oblast'                                                          | Tjumenskaja oblast'                                                                             | khu vực hành chính  |
| RU-ULY | Bản mẫu:Country data Ul'yanovskaya oblast'                                                        | Ul'janovskaja oblast'                                                                           | khu vực hành chính  |
| RU-VLA | Bản mẫu:Country data Vladimirskaya oblast'                                                        | Vladimirskaja oblast'                                                                           | khu vực hành chính  |
| RU-VGG | Bản mẫu:Country data Volgogradskaya oblast'                                                       | Volgogradskaja oblast'                                                                          | khu vực hành chính  |
| RU-VLG | Bản mẫu:Country data Vologodskaya oblast'                                                         | Vologodskaja oblast'                                                                            | khu vực hành chính  |
| RU-VOR | Bản mẫu:Country data Voronezhskaya oblast'                                                        | Voronežskaja oblast'                                                                            | khu vực hành chính  |
| RU-YAR | Bản mẫu:Country data Yaroslavskaya oblast'                                                        | Jaroslavskaja oblast'                                                                           | khu vực hành chính  |
| RU-MOW | Moskva                                                                                            | Moskva                                                                                          | thành phố tự trị    |
| RU-SPE | Sankt-Peterburg                                                                                   | Sankt-Peterburg                                                                                 | thành phố tự trị    |
| RU-YEV | Bản mẫu:Country data Yevreyskaya avtonomnaya oblast'                                              | Evrejskaja avtonomnaja oblast'                                                                  | khu tự trị          |
| RU-CHU | Chukotskiy avtonomnyy okrug                                                                       | Čukotskij avtonomnyj okrug                                                                      | khu tự trị          |
| RU-KHM | Khanty-Mansiyskiy avtonomnyy okrug · (biến thể địa phương là Yugra)                               | Hanty-Mansijskij avtonomnyj okrug (local variant is Jugra)                                      | khu tự trị          |
| RU-NEN | Nenetskiy avtonomnyy okrug                                                                        | Neneckij avtonomnyj okrug                                                                       | khu tự trị          |
| RU-YAN | Yamalo-Nenetskiy avtonomnyy okrug                                                                 | Jamalo-Neneckij avtonomnyj okrug                                                                | khu tự trị          |

## Thay đổi
Những thay đổi sau đây đối với mục đã được ISO 3166/MA công bố kể từ lần xuất bản đầu tiên của ISO 3166-2 vào năm 1998. ISO đã ngừng phát hành bản tin vào năm 2013.
| Bản tin                        | Ngày phát hành | Ngày ban hành Mô tả thay đổi trong bản tin | Ngày ban hành vi mô hình thay đổi trong tin thiếc |
| ------------------------------ | -------------- | --- | --- |
| Newsletter I-1                 | 2000-06-21     | Giới thiệu các mẫu tên thay thế cho 2 công hò. Sửa một lỗi chính tả trong tên của 1 khu tự trị                                                      | |
| Newsletter I-7                 | 2005-09-13     | Thêm tên ngôn ngữ địa phương vào tiêu đề Khanty-Mansiyskiy avtonomnyy okrug. Cập nhật nguồn danh sách                                               | |
| Newsletter I-8                 | 2007-04-17     | Sửa đổi cơ cấu hành chính | Phân khu được thêm vào: RU-PER Permskiy kray Phân khu đã bị xóa: RU-PER Permskaya oblast' RU-KOP Komi-Permyatskiy avtonomnyy okrug                                                                        |
| Newsletter I-9                 | 2007-11-28     | Cập nhật và sử dụng các dạng dài của tên quốc gia như được đưa ra trong Dự thảo NL I-8 538, 22-02-2007 và hình thành Permskiy kray sau khi hợp nhất | Phân khu được thêm vào: RU-KAM Kamchatskiy kray Phân khu đã bị xóa: RU-KAM Kamchatskaya oblast' RU-EVE Evenkiyskiy avtonomnyy okrug RU-KOR Koryakskiy avtonomnyy okrug RU-TAY Taymyrskiy avtonomnyy okrug |
| Newsletter II-2                | 2010-06-30     | Cập nhật cấu trúc quản trị và nguồn danh sách | Phân khu được thêm vào: RU-ZAB Zabaykal'skiy kray Phân khu đã bị xóa: RU-CHI Chitinskaya oblast' RU-AGB Aginskiy Buryatskiy avtonomnyy okrug RU-UOB Ust'-Ordynskiy Buryatskiy avtonomnyy okrug            |
| Online Browsing Platform (OBP) | 2018-11-26     | Sửa nhãn hệ thống roman hóa | |